# Sombere spleetvezelkop
De sombere spleetvezelkop (Pseudosperma umbrinellum) is een schimmel behorend tot de familie Inocybaceae. Hij vormt ectomycorrhiza met loofbomen, zoals eik (Quercus), Fagus en populier (Populus), soms ook bij den (Pinus). Hij komt voor  in jonge bossen, lanen en parken op kalkrijke klei of zand.

## Kenmerken
Hoed
De hoed is lichtbruin met donkerder radiaire vezels, zonder of met weinig ontwikkelde velipellis. Het velum op de hoed is indien aanwezig gelig of bruinig.
Steel
De steel is wittig, bepoederd aan top, daaronder glad.
Geur
De geur is meestal sterk, spermatisch of doet denken aan de groene knolamaniet.
Sporen
De sporen zijn glad en meten 11-18 × 6-8 μm.

## Verspreiding
De sombere spleetvezelkop komt in Nederland uiterst zeldzaam voor. 